# Campeonato Sudamericano 1916/Brasilien
Dieser Artikel behandelt die Brasilianische Fußballnationalmannschaft bei dem Campeonato Sudamericano 1916, der ersten Südamerikameisterschaft, die in Argentinien stattfand. Eine Qualifikation war für das Turnier, an dem die vier Gründungsmitglieder der CONMEBOL teilnahmen, nicht nötig.

## Brasilianisches Aufgebot
| Name                   | Verein                            | Geburtsdatum  | Spiele   | aTorea   | Platzverw. |  |
| Torhüter               | Torhüter                          | Torhüter      | Torhüter | Torhüter | Torhüter   |  |
| ---------------------- | --------------------------------- | ------------- | -------- | -------- | ---------- |  |
| Casemiro               | AA Mackenzie College              | 14. Nov. 1892 | 2        | 0        | 0          |  |
| Marcos                 | Fluminense Rio de Janeiro         | 25. Dez. 1894 | 1        | 0        | 0          |  |
| Abwehr                 |                                   |               |          |          |            |  |
| Carlito                | Club Athletico Paulistano         | ?             | 0        | 0        | 0          |  |
| Emmanuel Augusto Nery0 | Flamengo Rio de Janeiro           | 25. Dez. 1892 | 3        | 0        | 0          |  |
| Orlando                | Club Athletico Paulistano         | 21. Apr. 1895 | 3        | 0        | 0          |  |
| Osny                   | Botafogo FR                       | 11. Okt. 1898 | 0        | 0        | 0          |  |
| Mittelfeld             |                                   |               |          |          |            |  |
| Amílcar                | Corinthians São Paulo             | 29. März 1893 | 1        | 0        | 0          |  |
| Giácomo Facchine       | AA Campos Elíseos0                | ?             | 0        | 0        | 0          |  |
| Galo                   | Flamengo Rio de Janeiro           | 2. Juli 1893  | 3        | 0        | 0          |  |
| Sylvio Lagreca         | AA São Bento                      | 16. Juni 1895 | 3        | 0        | 0          |  |
| Alberto Martins        | União Lapa FC                     | ?             | 0        | 0        | 0          |  |
| Lulo Rocha             | Botafogo FR                       | ?             | 0        | 0        | 0          |  |
| Sidney                 | Flamengo Rio de Janeiro           | 14. Juli 1895 | 3        | 0        | 0          |  |
| Angriff                |                                   |               |          |          |            |  |
| Alencar                | SC Americano (SP)                 | 6. Sep. 1892  | 3        | 1        | 0          |  |
| Arnaldo                | FC Santos                         | 6. Aug. 1894  | 3        | 0        | 0          |  |
| Demósthenes            | Associação Atlética das Palmeiras | 14. Jan. 1892 | 1        | 1        | 0          |  |
| Arthur Friedenreich    | Club Athletico Paulistano         | 18. Juli 1892 | 3        | 1        | 0          |  |
| Luiz Menezes           | Botafogo FR                       | 1. Apr. 1897  | 3        | 0        | 0          |  |
| Mimi Sodré             | Botafogo FR                       | 10. Apr. 1892 | 1        | 0        | 0          |  |
| Trainer                |                                   |               |          |          |            |  |
| Sylvio Lagreca         |                                   | 16. Juni 1895 |          |          |            |  |

## Spiele
| Pl. | Land        | Sp. | S | U | N | Tore    | Diff. | Punkte |
| --- | ----------- | --- | - | - | - | ------- | ----- | ------ |
| 1.  | Uruguay     | 3   | 2 | 1 | 0 | 006:100 | +5    | 05:10  |
| 2.  | Argentinien | 3   | 1 | 2 | 0 | 007:200 | +5    | 04:20  |
| 3.  | Brasilien   | 3   | 0 | 2 | 1 | 003:400 | −1    | 02:40  |
| 4.  | Chile       | 3   | 0 | 1 | 2 | 002:110 | −9    | 01:50  |

|                                                        |   |           |           |
| Sa., 8. Juli 1916 in der Cancha de Gimnasia y Esgrima  |   |           |           |
| Chile                                                  | – | Brasilien | 1:1 (0:1) |
| Mo., 10. Juli 1916 in der Cancha de Gimnasia y Esgrima |   |           |           |
| Argentinien                                            | – | Brasilien | 1:1 (1:1) |
| Mi., 12. Juli 1916 in der Cancha de Gimnasia y Esgrima |   |           |           |
| Uruguay                                                | – | Brasilien | 2:1 (0:1) |

Im Auftaktspiel gegen Chile brachte Demósthenes Brasilien in der 40. Minute mit 1:0 in Führung. Beinahe wäre der erste Sieg ihrer Copa-América-Geschichte gelungen. Doch fünf Minuten vor dem Ende konnte Chile, das zuvor noch mit 1:6 gegen Argentinien verloren hatte, den Ausgleich durch Hernando Salazar erzielen. Nach einem weiteren 1:1-Unentschieden, bei dem die Brasilianer die frühe Führung der Argentinier schnell durch ein Tor von Alencar ausgleichen konnten, hätten sie einen Sieg gebraucht und im letzten Spiel zwischen Argentinien und Uruguay auf eine Niederlage Argentiniens oder ein Remis hoffen müssen. In beiden Fällen wären sie und jeweils einer der beiden anderen Kontrahenten punktgleich gewesen. So erzielten sie auch bereits in der achten Minute durch den Wunderstürmer Arthur Friedenreich die Führung gegen Uruguay, waren jedoch durch eine Verletzung des Verteidigers Orlando in der zweiten Halbzeit nur noch zu zehnt auf dem Platz. Die Urus konnten nach einer Stunde ausgleichen – wobei Torschützenkönig Gradín seinen dritten Treffer erzielte – und die Partie schließlich eine knappe Viertelstunde vor Schluss drehen. So belegten die Brasilianer mit zwei Punkten letztendlich nur noch den dritten Platz.